# 藤井翼 (陸上選手)
藤井 翼（ふじい つばさ、1990年12月28日 - ）は、日本の陸上競技選手、指導者。専門種目は長距離走。福岡県出身。山梨学院大学卒業。

## 経歴
福岡市立元岡中学校時代は野球部に入ろうとしたものの練習についていけず、仮入部の段階で断念。短距離走に自信があったことから陸上部の短距離に入ろうとしたが部員がおらず、友人の誘いで陸上部の長距離に入部。当時は長距離走には苦手意識があったという。1500m走と3000m走の選手として全日本中学陸上出場。
佐久長聖高等学校の2年次、第58回全国高校駅伝では、5区を担当し、8分39秒で区間2位。3年次の全国高校駅伝では、昨年と同じく5区を担当し、8分24秒で区間賞を獲得。これは現在のコースの最高記録であり、区間歴代2位の記録である。また、この区間で首位に立ったチームは、6区、7区も区間賞で当時日本高校最高記録となる2時間02分18秒を記録した。このほか、3000m障害の選手としても活躍し、3年次の埼玉インターハイでは日本人トップとなる準優勝、8分57秒のタイムは当時の長野県高校記録であった。
2009年4月、山梨学院大学に入学。関東インカレに5000m走の選手として出場した。
大学卒業後は陸上自衛隊に入り、別府自衛隊の一員として九州実業団毎日駅伝、全日本実業団ハーフマラソンに出場した。
現在は地元の福岡県で市民ランナーとして走り続けているほか、aileランニングクラブ（旧itoixランニングクラブ）の代表を務め、陸上競技の指導を行っている。

## 自己ベスト
- 3000m - 8分18秒
- 3000メートル障害 - 8分57秒
- 5000m - 14分09秒
- 10000m - 29分36秒
- マラソン - 2時間26分